# 오월생
오월생은 1968년 공개된 대한민국의 영화이다.

## 배역
- 신성일
- 남정임
- 박암
- 한은진